# Rochus von Liliencron
Rochus Wilhelm Traugott Heinrich Ferdinand von Liliencron, född den 8 december 1820 i Plön i Holstein, död den 5 mars 1912 i Koblenz, var en tysk friherre och germanist, som bar titeln verkligt geheimeråd och excellens.
von Liliencron studerade i Kiel tysk filologi samt (1846–1847) i Köpenhamn fornnordiska språket och litteraturen. Under dansk-tyska kriget 1848 ingick han i den nybildade schleswig-holsteinska statens tjänst som sekreterare i utrikesdepartementet och blev 1849 dess officiöse befullmäktigade i Berlin.
År 1850 utnämndes Liliencron till professor i nordiska språk och litteratur i Kiel, men blev aldrig i denna egenskap erkänd av Danmark. År 1852 blev han professor i tyska språket och litteraturen i Jena, men förblev inte heller där länge, utan inträdde 1855 som kabinettsråd i statstjänst i Meiningen, där han samtidigt var intendent vid biblioteket och hovkapellet. 
På uppdrag av Münchenakademien utgav Liliencron Die historischen Volkslieder der Deutschen vom 13.-16. Jahrhundert, gesammelt und erläutert (4 band, 1865–1869) och ledde 1870–1897 på uppdrag av akademiens historiska kommission utgivandet av Allgemeine Deutsche Biographie. Från München kallades han redan 1876 till Schleswig som prost för det adliga domstiftet. 
Liliencron utgav vidare i (i förening med Müllenhoff) Zur Ruhnenlehre (1852) och Ueber die Nibelungenhandschrift. (C) (1856), Deutsches Leben im Volkslied um 1530 (1885), Liturgisch-musikalische Geschichte der evangelisch-lutherischen Gottesdienste von 1525–1700 (1893), ungdomserinringarna Frohe Jugendtage (1902) med mera.  Han var ordförande i kommissionen för utgivande av Denkmäler deutscher Tonkunst.